# Regine Sondermann
Regine Sondermann (* 10. Mai 1965 in Nördlingen) ist eine deutsche Autorin und bis 2022 Herausgeberin der Literaturzeitschrift „Schreibkräfte“. Sie lebt in Berchtesgaden.

## Leben und Wirken
Regine Sondermann studierte Slawistik, Germanistik und Politikwissenschaften in Köln und Berlin. Sie beschäftigte sich hauptsächlich mit den gesellschaftlichen Umbrüchen nach dem Mauerfall und beteiligte sich an der Publikation ZeitStimmen. Betrachtungen zur Wende-Literatur. Seit 1996 ist sie als freie Autorin tätig. Sie schreibt Romane, Kurzgeschichten und Lyrik. 2010 wurde sie Mitglied der Autorengruppe „Schreibkräfte Magdeburg“, mit der sie häufig auf Lesungen zu erleben ist. Mit dem Sänger und Gitarristen Martin Rühmann veranstaltete sie 2013 in Sachsen-Anhalt eine Reihe von Lesekonzerten in Schulen und soziokulturellen Zentren, um über die Künstlerin Elfriede Lohse-Wächtler zu informieren, die in der Euthanasie genannten Aktion T4 im Nationalsozialismus ermordet wurde.

## Werke (Auswahl)
- Kunst ohne Kompromiss. Das Leben der Malerin Elfriede Lohse-Wächtler 1899–1940. Dresden 2006, 3. Aufl., Mauritius Verlag, Magdeburg 2012, ISBN 978-3-939884-17-0.
- House Story – Story House: Texte & Bilder zu Magdeburg. Mauritius Verlag, Magdeburg 2010, ISBN 978-3939884149.
- Editha aus Wessex: Gemahlin Ottos des Großen – Eine Königin im Mittelalter. Mauritius Verlag, Magdeburg 2012, ISBN 978-3939884163.

## Herausgeberin
- Schreibkräfte – Literaturjournal aus Sachsen-Anhalt (erscheint halbjährlich seit 2011). In jeder Ausgabe werden Bilder, Plastiken und Fotos von zeitgenössischen Kunstschaffenden meist aus der Region präsentiert.